# Arterias alveolares superiores anteriores
La arterias alveolares superiores anteriores son arterias que se originan en la arteria infraorbitaria.

## Ramas
Según el Diccionario enciclopédico ilustrado de medicina Dorland, 27ª y 30ª ediciones, presentan ramas dentales (o dentarias) (rami dentales arteriarum alveolarium superiorum anteriorum) y peridentales (o peridentarias).

## Árbol arterial en la Terminología Anatómica
La Terminología Anatómica de 1998 enumera las siguientes ramas:
A12.2.05.080 ramas dentales (rami dentales)
A12.2.05.081 ramas peridentales (rami peridentales)

## Distribución
Se distribuyen hacia las regiones de los incisivos y caninos del maxilar superior y el seno maxilar.